# Cromosferă

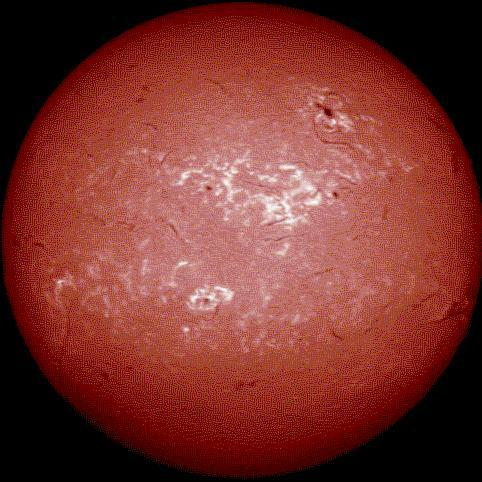
Soarele observat printr-un telescop cu un filtru hidrogen-alfa.

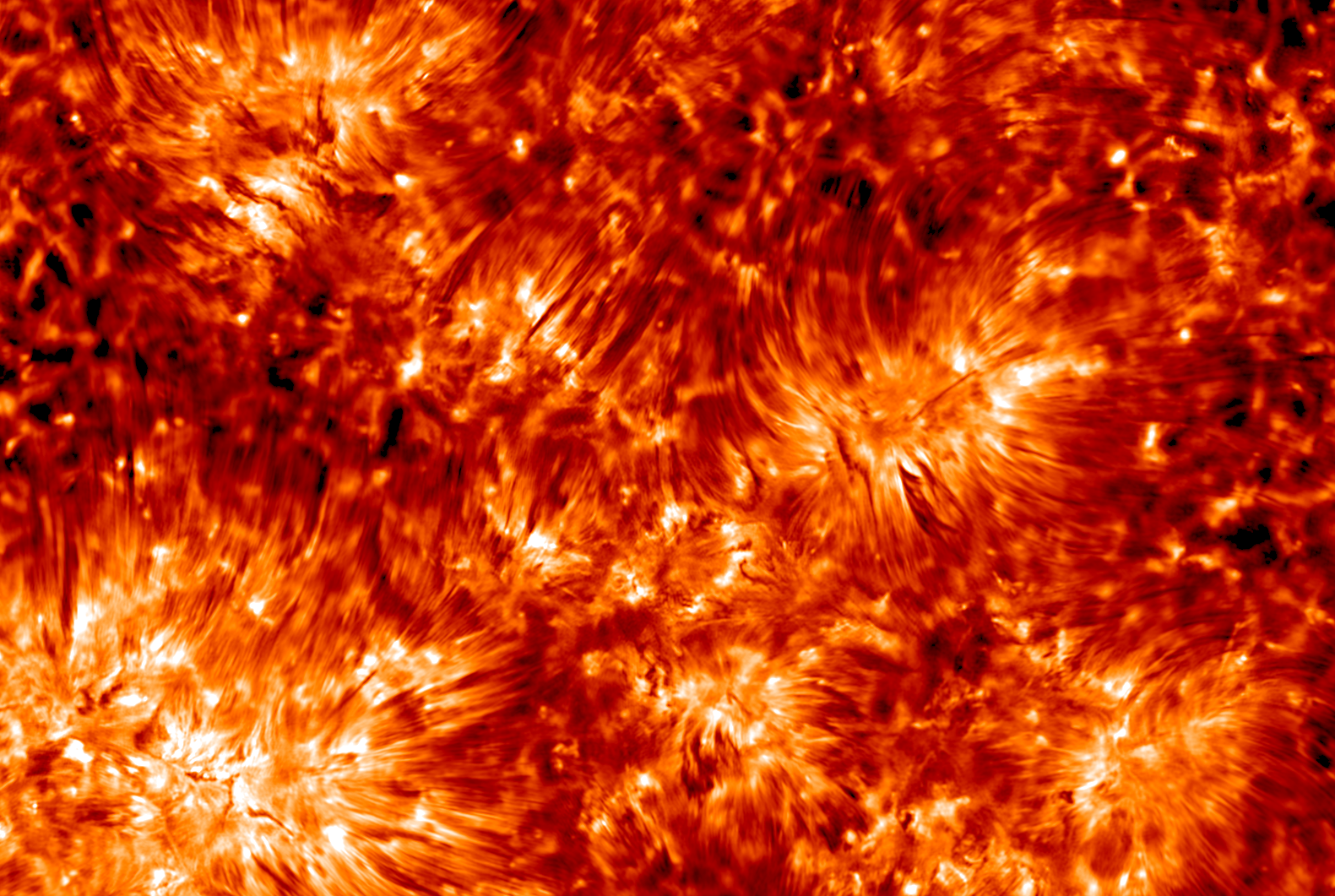
Imagine de înaltă rezoluție a cromosferei solare.

Cromosfera solară (literal sferă colorată) este al doilea dintre cele trei straturi principale din atmosfera Soarelui și are o adâncime de aproximativ 3.000 până la 5.000 de kilometri. Culoarea sa roșie-trandafirie este vizibilă doar în timpul eclipselor. Cromosfera se află chiar deasupra fotosferei și sub regiunea de tranziție solară. Stratul cromosferei de deasupra fotosferei este omogen. O pădure de spicule se ridică din stratul omogen, dintre care unele se extind pe 10.000 km în coroana de deasupra. 
Densitatea cromosferei este de numai 10−4 ori mai mare decât a fotosferei, stratul de dedesubt, și de 10−8 ori mai mare decât a atmosferei Pământului la nivelul mării. Acest lucru face cromosfera în mod normal invizibilă și poate fi văzută numai în timpul unei eclipse totale, unde este dezvăluită culoarea roșiatică a acesteia. Nuanțele de culoare sunt situate între roz și roșu. Fără echipament special, cromosfera nu poate fi văzută în mod normal din cauza luminozității copleșitoare a fotosferei de dedesubt. 
Densitatea cromosferei scade odată cu distanța față de centrul Soarelui. Aceasta scade exponențial de la 1017  particule pe centimetru cub, sau aproximativ 2×10−4 kg/m3 la sub 1,6×10−11 kg/m3 la limita exterioară. Temperatura scade de la limita interioară la aproximativ 6.000 K la un minim de aproximativ 3.800 K, înainte de a crește până la 35.000 K la limita exterioară cu stratul de tranziție al coroanei.
Cromosferele au fost observate și în alte stele decât Soarele. Cromosfera Soarelui a fost greu de examinat și de descifrat, deși observațiile continuă cu ajutorul spectrului electromagnetic.

## Descriere

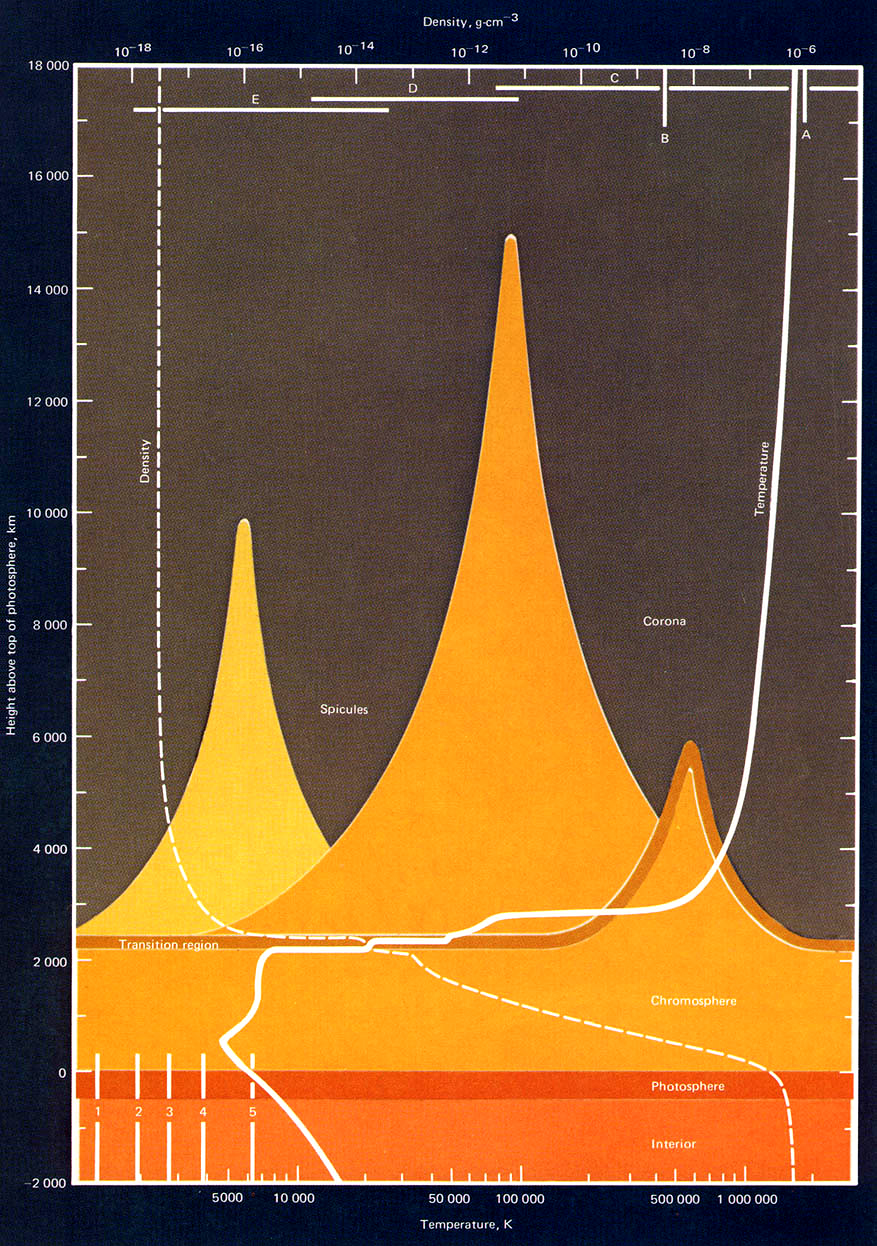
Figura 1. Skylab măsoară temperatura (curba solidă) și densitatea (linia întreruptă) a cromosferei între regiunea de tranziție mai subtire si fotosfera (portocaliu închis).

Cromosfera apare ca un cerc roșu în jurul Soarelui eclipsat.
După descoperirea filtrului monocromatic de către B. Lyot, cromosfera a putut fi vizibilă pe tot discul solar și este în continuu urmărită prin stațiile solare plasate pe tot globul terestru. Culoarea roșie se datorează emisiei intense a cromosferei în linia H(alfa) a hidrogenului.
Din studiul spectrului cromosferei la înălțimi diferite față de marginea Soarelui s-a obținut structura cromosferei și mai ales profilul temperaturii și densității materiei. Densitatea scade mult cu înălțimea, în timp ce temperatura crește.

## Temperatura
Temperatura efectivă a soarelui este de 5.770 K în imediata apropiere a suprafeței Soarelui. La marginea superioară a fotosferei temperatura scade la 5.000 K și continuă să scadă în primele sute de kilometri în cromosferă, când atinge un minim de cca. 4.000 km. După acest minim temperatura solară crește încet de la 10.000 la 50.000 K la o înălțime sub 1.000 km. Mai sus, la câteva mii de kilometri, temperatura cromosferei ajunge la 500.000 K. Creșterea aceasta rapidă, cu alte cuvinte încălzirea bruscă a cromosferei, reprezintă o problemă iritantă în fizica solară. Deasupra acestei regiuni temperatura continuă să se mărească, astfel încât la peste 20.000 km valoarea temperaturii coronale este de cca. 1.000.000 K.

## Studiere

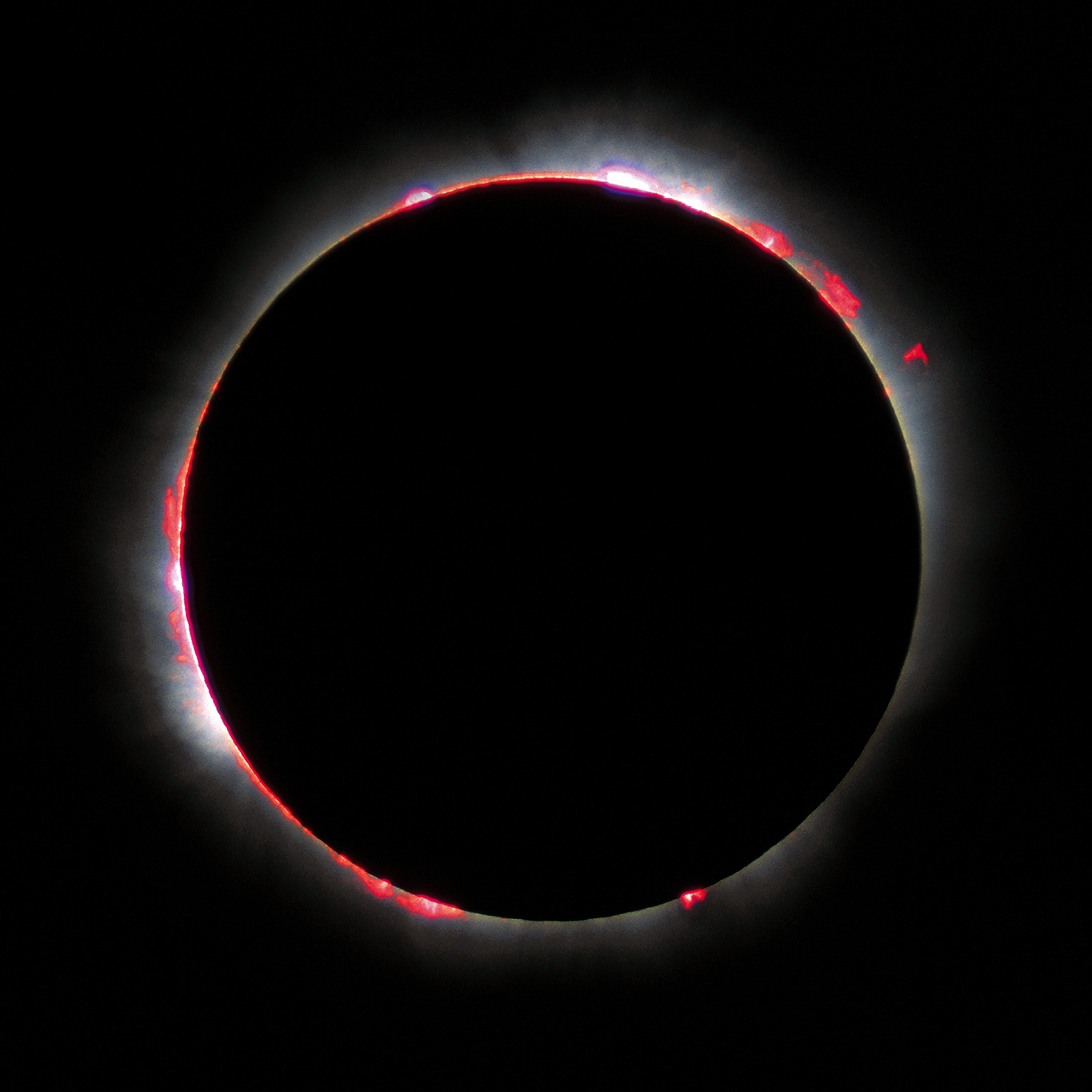
Eclipsa solară din 1999.

Când este proiectată pe discul solar, cromosfera formată dintr-un strat de materie rarefiată devine transparentă, așadar invizibilă.
Numai în interiorul unor benzi înguste a unor linii de absorbție (Hα - hidrogen sau H și K ale calciului ionizat) de ordinul 1 Å, cromosfera devine opacă și vizibilă. Cromosfera poate fi studiată la aceste lungimi de undă, unde liniile spectrale care apar nu sunt complet negre. Centrul fiecărei linii este mai negru decât fondul continuu alăturat, dar se emit încă unii fotoni de la cromosferă spre pământ pe care cercetătorii îl recepționează cu ajutorul filtrelor monocromatice în benzi înguste ale liniilor spectrale menționate mai sus.
Pe fotografiile monocromatice (adică pe filtograme) în Hα sau K (Ca II) se pot observa formațiunile cromosferei. Dintre acestea se remarcă:
- regiunile faculare sau plajele, care sunt porțiuni luminoase asociate centrelor active solare
- filamentele porțiunii alungite întunecate, care la marginea discului se transformă în protuberanțe

Cromosfera este și sediul erupțiilor solare, de unde rezultă și importanța urmăririi sale continue.
Studierea cromosferei este deosebit de interesantă prin problemele pe care le pune structura și transportul de energie dintre fotosferă și coroană, cromosfera având rol de intermediar, ca și pentru fenomenele pe care le generează, cel mai important fiind erupția cromosferică.

## Spiculele
Structura definitorie a cromosferei o constituie o rețea de formații conice mici luminoase (ca o iarbă), spiculele. fiecare con care reprezintă o spiculă are cca. 5.000 km înălțime și o rază de cca. 500 km. Spiculele sunt într-o permanentă mișcare, apar și dispar în medie în 5 minute.